# Kabinet-Van Zuylen van Nijevelt-Van Heemstra
Het kabinet-Van Zuylen van Nijevelt-Van Heemstra was een gemengd conservatief-liberaal Nederlands kabinet dat regeerde van 14 maart 1861 tot en met 1 februari 1862.
Dit gemengde kabinet werd geleid door J.P.P. baron van Zuylen van Nijevelt. Hij was een voormalige medestander van Thorbecke, maar was allengs conservatiever geworden. Na zijn aftreden in november 1861 werd de minister van Binnenlandse Zaken, Van Heemstra, kabinetsleider. Ook de liberale minister van Koloniën Loudon behoorde tot de vooraanstaande figuren in het kabinet.
Het kabinet was weinig populair in de Tweede Kamer. In november 1861 werd eerst de begroting van Binnenlandse Zaken verworpen. Het kabinet werd vervolgens ten val geval gebracht, doordat op 21 december 1861 op voorstel van de liberaal Ter Bruggen Hugenholtz met 51 tegen 20 stemmen werd besloten het begrotingshoofdstuk 'Onvoorziene Uitgaven' met de helft te verminderen.
Het conservatieve Tweede Kamerlid Wintgens had eerder de kabinetten die sinds 1853 aan het bewind waren geweest, als volgt getypeerd:
Wij vonden na 1853 achtereenvolgens: gemis van beginselen, verzaking van beginselen, vergissing omtrent beginselen, fusie van beginselen, goochelspel met beginselen, misverstand omtrent beginselen.

## Bijzonderheden
Het kabinet erkende Victor Emanuel als koning van Italië, dat door Garibaldi was bevrijd. Omdat de kerkelijke staat daardoor werd bedreigd, lag erkenning gevoelig bij de katholieken.
De Eerste Kamer verwierp een wijziging van de Postwet, omdat zij vreest dat de verlaging van de porto te nadelig is voor de schatkist.

## Ministers
| Minister van Buitenlandse Zaken                                                 | Mr. J.P.P. baron van Zuylen van Nijevelt | cons. lib.   | tot 10 november 1861         |
| Minister van Buitenlandse Zaken                                                 | Mr. M.P.H. Strens                        | liberaal     | a.i., vanaf 10 november 1861 |
| Minister van Justitie                                                           | Mr. M.H. Godefroi                        | liberaal     |                              |
| Minister van Binnenlandse Zaken                                                 | Mr. S. baron van Heemstra                | liberaal     |                              |
| Minister van Financiën                                                          | Jhr.Mr. J.G.H. van Tets van Goudriaan    | liberaal     |                              |
| Minister van Oorlog                                                             | Jhr. E.A.O. de Casembroot                | conservatief |                              |
| Minister van Marine                                                             | W.J.C. ridder Huyssen van Kattendijke    | liberaal     |                              |
| Minister van Koloniën                                                           | Mr. J. Loudon                            | liberaal     |                              |
| Minister van Zaken der rooms-katholieke Eredienst                               | Mr. M.P.H. Strens                        | liberaal     |                              |
| Minister van Zaken van de Hervormde en andere Erediensten, behalve die der r.k. | Mr.Dr. J.A. Jolles                       | liberaal     |                              |

Schimmelpenninck ·
De Kempenaer-Donker Curtius ·
Thorbecke I ·
Van Hall-Donker Curtius ·
Van der Brugghen ·
Rochussen ·
Van Hall-Van Heemstra ·
Van Zuylen van Nijevelt-Van Heemstra ·
Thorbecke II ·
Fransen van de Putte ·
Van Zuylen van Nijevelt ·
Van Bosse-Fock ·
Thorbecke III ·
De Vries-Fransen van de Putte ·
Heemskerk-Van Lynden van Sandenburg ·
Kappeyne van de Coppello ·
Van Lynden van Sandenburg ·
Heemskerk Azn. ·
Mackay ·
Van Tienhoven ·
Röell ·
Pierson ·
Kuyper ·
De Meester ·
Heemskerk ·
Cort van der Linden ·
Ruijs de Beerenbrouck I ·
Ruijs de Beerenbrouck II ·
Colijn I ·
De Geer I ·
Ruijs de Beerenbrouck III ·
Colijn II ·
Colijn III ·
Colijn IV ·
Colijn V ·
De Geer II ·
Gerbrandy I ·
Gerbrandy II ·
Gerbrandy III ·
Schermerhorn-Drees ·
Beel I ·
Drees-Van Schaik ·
Drees I ·
Drees II ·
Drees III ·
Beel II* ·
De Quay ·
Marijnen ·
Cals ·
Zijlstra* ·
De Jong ·
Biesheuvel I ·
Biesheuvel II* ·
Den Uyl ·
Van Agt I ·
Van Agt II ·
Van Agt III* ·
Lubbers I ·
Lubbers II ·
Lubbers III ·
Kok I ·
Kok II ·
Balkenende I ·
Balkenende II ·
Balkenende III* · 
Balkenende IV ·
Rutte I ·
Rutte II · 
Rutte III ·
Rutte IV ·  
Schoof

* rompkabinet